# 巴特哈尔附近普法尔基兴
巴特哈尔附近普法尔基兴是奥地利上奥地利州施泰尔兰县的一个市镇。总面积11平方公里，总人口2124人，人口密度193.1人/平方公里（2005年）。